# Чемпионат Камбоджи по футболу
Премьер-лига Камбоджи (кхмер. ការប្រកួតកីឡាកម្ពុជា) — высший футбольный турнир Камбоджи. разыгрываемый 10-ю клубами, проходит по системе весна-осень. Занявший последнее место клуб переходит в Лигу 1.

## Чемпионы
Победителями чемпионата были:
- 1982: Министерство торговли
- 1983: Министерство торговли
- 1984: Министерство торговли
- 1985: Министерство обороны
- 1986: Министерство обороны
- 1987: Министерство здравоохранения
- 1988: Кампонгтям
- 1989: Министерство транспорта
- 1990: Министерство транспорта
- 1991: Департамент муниципального строительства
- 1992: Департамент муниципального строительства
- 1993: Министерство обороны
- 1994: Гражданская авиация
- 1995: Гражданская авиация
- 1996: Клуб телохранителей
- 1997: Клуб телохранителей
- 1998: Роял Долфинс
- 1999: Роял Долфинс
- 2000: Комиссариат национальной полиции
- 2001: не разыгрывался
- 2002: Смарт Юнайтед
- 2003: не разыгрывался
- 2004: не разыгрывался
- 2005: Кхемореа Кэйла
- 2006: Кхемореа Кэйла
- 2007: Нагакорп
- 2008: Империя Пномпень
- 2009: Нагакорп
- 2010: Пномпень Краун
- 2011: Пномпень Краун
- 2012: Бэнг Кет Раббер Филд
- 2013: Прэах Кхан Реать Свайриенг
- 2014: Пномпень Краун
- 2015: Пномпень Краун
- 2016: Бэнг Кет Ангкор
- 2017: Бэнг Кет Ангкор
- 2018: Нагаворлд
- 2019: Прэах Кхан Реать Свайриенг
- 2020: Бэнг Кет
- 2021: Пномпень Краун
- 2022: Пномпень Краун